# Theater of the Mind
Theater of the Mind ist das siebte Soloalbum des US-amerikanischen Rappers Ludacris. Es erschien am 16. November 2008 über die Labels Disturbing tha Peace und Def Jam Recordings.

## Titelliste
| #  | Titel                 | Gastmusiker                           | Produzent                    | Länge |
| -- | --------------------- | ------------------------------------- | ---------------------------- | ----- |
| 1  | Intro                 |                                       | The Runners                  | 1:55  |
| 2  | Undisputed            | Floyd „Money“ Mayweather              | Don Cannon                   | 4:33  |
| 3  | Wish You Would        | T.I.                                  | DJ Toomp, 8TRIX              | 4:47  |
| 4  | One More Drink        | T-Pain                                | Trackmasters                 | 3:41  |
| 5  | Call Up the Homies    | Game, Willy Northpole                 | Sparks, Kamau Georges        | 4:04  |
| 6  | Southern Gangsta      | Rick Ross, Playaz Circle, Ving Rhames | Streetrunner                 | 4:34  |
| 7  | Everybody Hates Chris | Chris Rock                            | Don Cannon                   | 4:54  |
| 8  | What Them Girls Like  | Chris Brown, Sean Garrett             | Darkchild, Sean Garrett (Co) | 4:02  |
| 9  | Nasty Girl            | Plies                                 | Swizz Beatz                  | 4:32  |
| 10 | Contagious            | Jamie Foxx                            | Scott Storch                 | 4:45  |
| 11 | Last of a Dying Breed | Lil Wayne                             | Wyldfyer                     | 4:10  |
| 12 | MVP                   |                                       | DJ Premier                   | 3:50  |
| 13 | I Do It for Hip Hop   | Nas, Jay-Z                            | Wyldfyer                     | 5:22  |
| 14 | Do the Right Thang    | Common, Spike Lee                     | 9th Wonder                   | 5:14  |

## Rezeption

### Chartplatzierungen
Theater of the Mind stieg auf Platz 5 der US-amerikanischen Billboard 200 ein. Es konnte sich 23 Wochen in den Album-Charts halten. In der Schweiz positionierte sich das Album auf Rang 66.

### Auszeichnungen
Das Album erhielt für mehr als 600.000 verkaufte Einheiten in den USA eine Goldene Schallplatte.

| Land/Region               | Auszeichnungen für Musikverkäufe (Land/Region, Auszeichnung, Verkäufe) | Verkäufe |
| ------------------------- | ---------------------------------------------------------------------- | -------- |
| Vereinigte Staaten (RIAA) | Gold                                                                   | 500.000  |
| Insgesamt                 | 1× Gold ·                                                              | 500.000  |

Hauptartikel: Ludacris/Auszeichnungen für Musikverkäufe

### Kritik
Die E-Zine Laut.de bewertete Theater of the Mind mit vier von möglichen fünf Punkten. Aus Sicht des Redakteurs Alexander Engelen habe Ludacris „wohl eingesehen, dass er sich […] mit seiner 2006er ‚Release Therapy‘ ein wenig zu ernst“ genommen habe. Ludacris messe sich spielerisch mit den zahlreichen Gastrappern, was zu „Hip Hop im besten Sinne“ führe. Insbesondere das Stück I Do It For Hip Hop mit Nas und Jay-Z wird als „neue Hip Hop-Hymne“ gelobt und positiv hervorgehoben, dass Ludacris „nicht einmal bei diesem hochgradigen Aufeinandertreffen im Schatten stehen“ müsse. Im Hinblick auf die Produktionen werden insbesondere die Beiträge von DJ Premier, Scott Storch und Ex-Little Brother 9th Wonder lobend erwähnt.